# Schoenobiodes lanceolata
Schoenobiodes lanceolata là một loài bướm đêm trong họ Crambidae.